# Kvindelige filosoffer
Der har været kvindelige filosoffer siden antikken. I moderne tid har kvinder fået større betydning end tidligere i filosofien.

## Kvindelige filosoffer i Vesten
En af de tidligste kendte kvindelige filosoffer fra Vesten er Hypatia af Alexandria. Hun var en nyplatonisk filosof, der levede i Egypten i sen-antikken.
Arete af Kyrene (400-340 fvt) var sin fars efterfølger som leder af den kyrenaiske skole. Hun underviste mere end 100 elever i moral- og naturfilosofi og skrev omkring 40 filosofiske værker
Fra middelalderens Europa kendes blandt andet Hildegard af Bingen, der beskæftigede sig med mysticisme og spiritualitet. Hun er blevet kaldt middelalderens mest betydningsfulde kvinde og omtales ofte som "den hellige Hildegard". Hun korresponderede med mange mænd i magtfulde stillinger, bl.a. paven og kejseren.
I moderne tid har Mary Wollstonecraft gjort sig gældende som en af de første feministiske filosoffer. Hun er kendt for sin bog The Vindications. The Rights of Men and the Rights of Women.
Rosa Luxemburg var en vigtig socialistisk filosof. Hun beskrives gerne som en af grundlæggerne af socialisme med et menneskeligt ansigt.
Ayn Rand blev en vigtig liberalistisk filosof, der har fået øget opmærksomhed de senere år.
Simone Weil (1909-1943) var en fransk filosof og politisk aktivist, der var en af de første kvinder til at blive kandidat fra École normale supérieure i Paris. Hun var anarkist og interesseret i mysticisme. Hun skrev blandt andet bogen Personen og det hellige. I sit hovedværket Rodfæstelsen, der udkom posthumt i 1949, argumenterer Weil for at tidens største problem er rodløshed, hvilket skyldes falske idealer. Det er idealer, som materialismen har påtvunget menneskene i den moderne tidsalder. Weil siger derfor, at redaktionelle forpligtelser er det eneste bindende for mennesker.
Edith Stein (1891-1942) var tysk-jødisk filosof og katolik og beskæftigede sig blandt andet med kvindelig spiritualitet. I 1942 blev hun arresteret og sendt til gaskammeret i Auschwitz - I 1987 blev hun helgenkåret.
Omkring anden verdenskrig blev Simone de Beauvoir en vigtig eksistentiel filosof inden for eksistentialismen. Hun blev især kendt for bogen Det andet køn, der ser på kvindens eksistens. Bogen er et hovedværk inden for den vestlige feminisme.
En anden vigtig filosof i efterkrigstiden var Hannah Arendt. Hun omformede den eksistentielle fænomenologi til en politisk teori.
Iris Murdoch (1919-1999) var en engelsk filosof, der blev mest kendt for sit arbejde omkring ondskab, seksualitet og moral.
Den amerikanske filosof Nel Noddings er blevet kendt for sit feminine perspektiv på omsorgens etik.
Filosoffen Emmy Van Deurzen har gjort sig gældende som en fremtrædende repræsentant for eksistentiel terapi.
Judith Butler er en af de vigtigste feministiske filosoffer i Vesten. Hun betragtes som en væsentlig queer teoretiker.
En anden kendt nulevende kvindelig filosof er Martha Nussbaum. Hendes bog Frygtens monarki er udkommet på dansk.

## Kvindelige filosoffer i Danmark
I Danmark har fire kvinder fået doktorgraden i filosofi. Det drejer sig om Dorthe Jørgensen, Anne-Marie Eggert Olsen, Anne Marie Søndergaard Christensen og Esther Oluffa Pedersen. En del danskere har organiseret sig i netværket Kvinder i filosofi.

## Kvindelige filosoffer i Østen og Mellemøsten
Der har været kvindelige filosoffer i Østen og Mellemøsten siden førmoderne tid. Xie Daoyun var en kinesisk filosof og poet fra oldtiden. Hun blev opfattet som et symbol på kvindeligt talent i sin samtid. Ben Zhao var den første kvindelige historiker i Kina, og hun levede omkring det første århundrede.
Meitreyi var en af historiens første filosoffer og levede i oldtidens Indien. Gargi Vachaknavi levede næsten samtidig og var kendt som en stor naturfilosof. Akka Mahadevi var en vigtig filosof, der levede i det 12. århundrede. Hun skrev digte inden for mysticismen.
Rābiʿa al-ʿAdawiyya al-Qaysiyya og ʿĀ’ishah bint Yūsuf al-Bāʿūniyyah var to tidlige islamiske filosoffer, der udtrykte sig gennem poesi.. Nana Asma'u levede i Nigeria i det 19. århundrede og betragtes som en vigtig forløber for den islamiske feminisme.
He-Yin Zhen var i moderne tid en tidlig kinesisk feminist, der også var anarkist. Hun skrev allerede i 1907, at ligeværd mellem mennesker ikke kunne opnås, før kvinder fik ligestilling og blev frigjort fra undertrykkelse.
I moderne tid har Uma Narayan gjort sig bemærket som en vigtig feministisk filosof i Indien, der blandt andet har skrevet bogen Dislocating Cultures: Identities, Traditions and Third World Feminism. 
Desuden har Li Xiaojiang markeret sig som en betydningsfuld feminist, der også er påvirket af vestlige idéer  Hun betragter udviklingen af den globale kvindebevægelse som afgørende. Kvindestudier er væsentlige for den endelige kamp for kvinder. Hun betoner dog også,at Vesten på visse punkter står svagere end Østen. For eksempel giver det kinesiske sprog lettere adgang til at forstå køn som en social konstruktion, efter som ordet ren (menneske) er roden i både ordet mand og kvinde på kinesisk.
Endelig har Fatema Mernissi gjort sig gældende for den islamiske feminisme. Hun hævder, at den islamiske tradition har et billede af kvinden som stærk, og derfor skal sløret beskytte den svage mand. Men resultatet er kvindeundertrykkende, og der mangler belæg for dette i koranen.

## Andre vigtige kvindelige filosoffer
- Julia Kristeva
- Wendy Brown
- Emilie du Chatalet
- Diotima
- Martha Fineman
- Luce Irigaray
- Mary Midgley
- Theano
- Gayatri Chakravorty Spivak
- Maria Zambrano
- Sor Juana Inés de la Cruz
- Im Yunjidang[28]